# Félix Zeledón
Félix Eliud Zeledón Zeledón (Estelí, 24 novembre 1983) è un calciatore nicaraguense, difensore dell'UNAN.

## Caratteristiche tecniche
Gioca come terzino sinistro.

## Carriera

### Club
Comincia a giocare al Real Estelí. Nel 2009 si trasferisce al Chinandega. Nel 2011 torna al Real Estelí, in cui milita per quattro anni. Nel 2015 viene acquistato dall'UNAN.

### Nazionale
Debutta in Nazionale il 22 gennaio 2009, in El Salvador-Nicaragua (1-1). Mette a segno la sua prima rete con la maglia della Nazionale il 26 febbraio 2012, nell'amichevole Nicaragua-Porto Rico (4-1), in cui mette a segno la rete del definitivo 4-1. Ha partecipato, con la Nazionale, alla Gold Cup 2009. Ha collezionato in totale, con la maglia della Nazionale, 24 presenze e una rete.

## Palmarès

### Club

#### Competizioni nazionali
- Primera División de Nicaragua: 7

Real Estelí: 2006-2007, 2007-2008, 2008-2009, 2012-2013, 2013-2014, 2014-2015
UNAN: 2015-2016